# Jabłonka (stacja kolejowa)
Jabłonka – stacja Kijowskiej Kolei Dziecięcej utrzymywana przez Kolej Południowo-Zachodnią. Do początku lat 60. nazywała się „Sportowa” (ros.  Спортивная).